# Gun Carrier Mark I
Gun Carrier Mark I (Nosič děla typ I) byl prvním samohybným dělem na světě, které vzniklo během první světové války ve Velké Británii. Konstrukce jeho pojezdového ústrojí byla odvozena od tanku Mark I.

## Vývoj
V roce 1916 začalo být představitelům Britské armády zřejmé, že v případě prolomení zákopových systémů na západní frontě, k čemuž měly pěchotě dopomoci nově vyvíjené tanky, dělostřelectvo, tažené tehdy převážně koňmi anebo i prvními pásovými tahači, nebude moci přes náročný terén fronty dostatečně rychle následovat útočící jednotky a jakékoliv zpočátku úspěšné ofensivě bude hrozit rychlé zastavení. K překonání této nedostatečné mobility dělostřelectva navrhl major Gregg, konstruktér zaměstnaný ve společnosti Metropolitan Railway Carriage and Wagon Company Ltd., vyrábějící v té době tanky, stavbu specialisovaného prostředku mechanisovaného dělostřelectva s využitím součástí tanku Mk. I.
Stavba prototypu byla schválena 5. června 1916 a v červenci začaly projektové práce na vozidle. První prototyp byl dokončen počátkem roku 1917, a 3. března se zúčastnil zkoušek prototypů tanků v Oldbury. Zakázka na výrobu padesáti sériových vozidel byla zadána společnosti Kitson & Co. v Leedsu, a jejich dodávka armádě proběhla mezi červnem a červencem 1917.

## Popis
Vozidlo se zvnějšku příliš nepodobalo tanku Mk. I, zejména protože boční rámy po kterých obíhaly jeho pásy byly podstatně nižší než u tanku, a Gun Carrier tudíž postrádal typickou kosodélníkovou siluetu prvních britských tanků. Hranatá nástavba na zádi vozidla skrývala motor Daimler o výkonu 105 hp a modifikovanou převodovku z tanku Mk. I. Zde bylo také stanoviště dvou mužů jejichž funkcí bylo měnit rychlostní stupně. Původní konstrukce zachovala i dvě kola na rameni vyčnívajícím ze zádi vozidla, která měla pomáhat se zatáčením vozidla. Čelo vozidla zůstalo otevřené a sloužilo k umístění buď šedesátiliberního kanónu nebo houfnice ráže 6 palců (152 mm).
Děla byla převážena na svých polních lafetách z nichž byla demontována kola, nesená během transportu na bocích nosiče. Teoreticky mělo být možné vést palbu z děl umístěných na vozidle, v praxi se to ukázalo být možné jen v případě houfnice. Nesenou výzbroj bylo možné z vozidla vyložit za pomoci dvou navijáků poháněných motorem vozidla.
Po stranách čela vozidla byly dvě opancéřované kabiny, vlevo pro velitele-řidiče a vpravo pro pomocného řidiče-brzdaře. U prototypu byla jejich postavení nechráněná a umístěna přímo před nástavbou motorového prostoru, jejich přemístění dopředu sice zlepšilo výhled, ale znesnadnilo komunikaci velitele s řadiči rychlostních stupňů, což představovalo problém, vzhledem k tomu že, stejně jako u tanku Mk. I, ke změně směru jízdy vozidla byla nutná spolupráce všech čtyř.

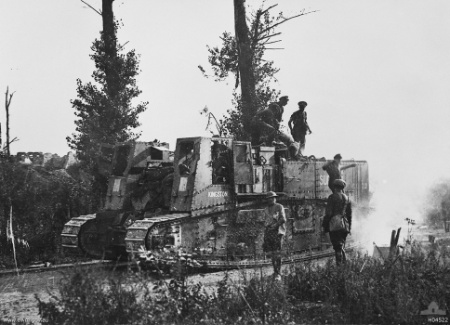
Gun Carrier v zásobovací roli, srpen 1918, Miraumont, Somme.

## Bojové nasazení
V červenci 1917 vznikly dvě roty dělových nosičů, každá o 24 vozidlech. Není známo, zda bylo vozidlo někdy nasazeno v původně plánované roli. Vzhledem k tomu, že k průlomu v rozsahu, který by odůvodnil jejich nasazení jakožto mechanisovaného dělostřeleckého prostředku, nedošlo, byla vozidla nakonec používána jako obrněné zásobovací prostředky. Odhaduje se, že jeden Gun Carrier Mk. I měl transportní kapacitu ekvivalentní 291 mužům.

## Varianty

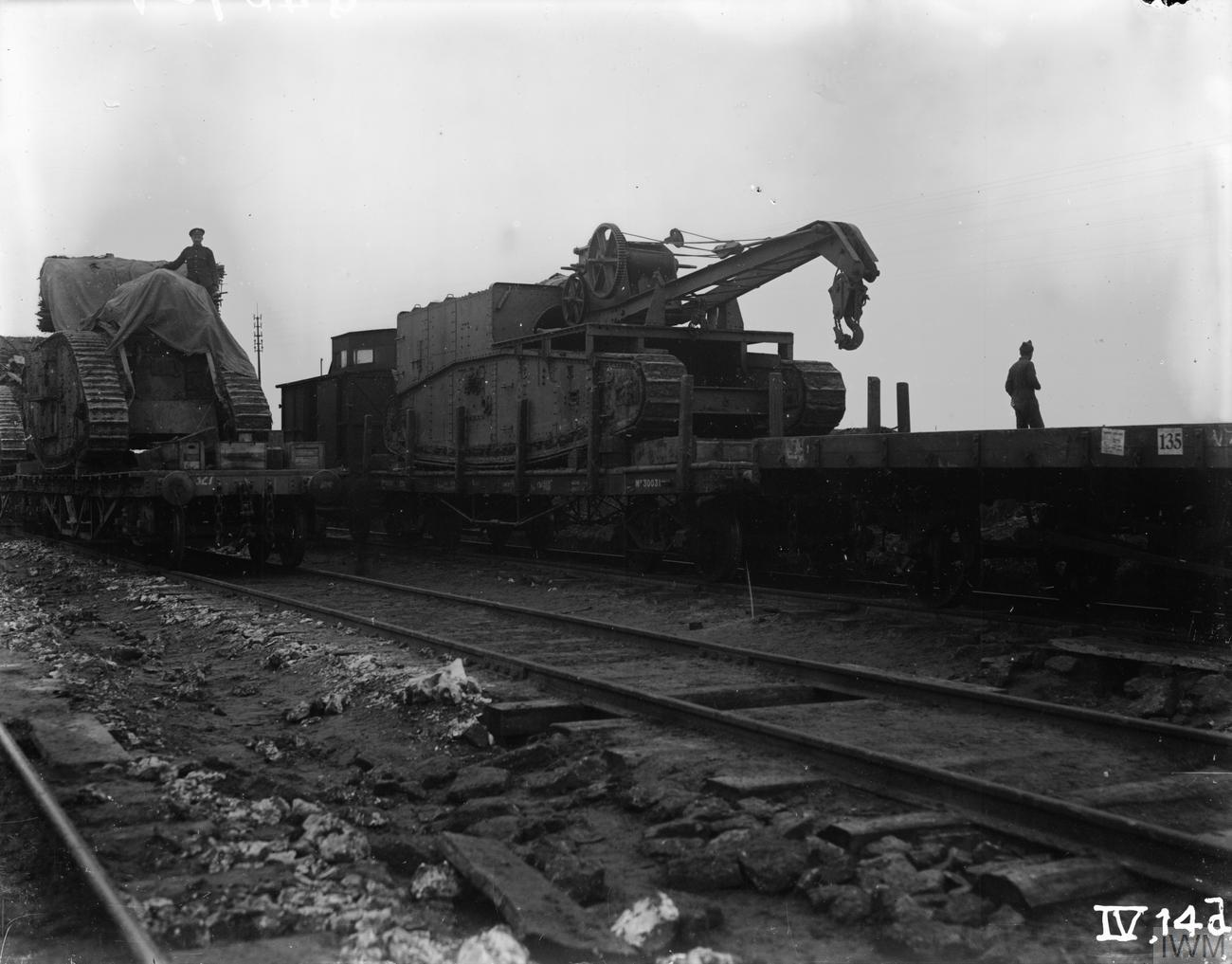
Vyprošťovací varianta vozidla na plošinovém vagonu před bitvou u Cambrai, listopad 1917.

Dvě z objednaných vozidel byly dokončeny jako Gun Carrier Crane, obrněná vyprošťovací vozidla vybavená ručně ovládaným jeřábem umístěným v přední části vozidla, které nedisponovalo obrněnými kabinami řidiče a brzdaře.
Existoval i projekt Gun Carrier Mark II, ale modernisovaná varianta, s dělem neseným v zadní části vozidla, se objevila pouze v podobě dřevěné makety, vzniklé počátkem roku 1917. Stavba prototypu skutečného vozidla byla zahájena, ale nakonec nedokončena.